# Ekaterina Karavelova
Ekaterina Karavelova (en bulgare : Екатерина Каравелова), (1860-1947), est une traductrice, féministe et pacifiste bulgare.

## Biographie
Ekaterina Karavelova naît le 21 octobre 1860 à Roussé, en Bulgarie. Son père, fourreur de métier, assurait le soutien financier de la famille grâce à son travail. Mais il meurt jeune, laissant sa mère seule pour subvenir aux besoins de leurs quatre enfants. Elle reprend alors les rênes en travaillant comme blanchisseuse pour élever Ekaterina, ses deux sœurs, Sia et Mariola, ainsi que son frère Atanas.
La riche sœur de son père, Kiryaki Nikolaki Minkova, joue un rôle majeur dans la vie de la jeune Ekaterina, qui se retrouve sous sa tutelle. Grâce au soutien de sa tante, Ekaterina, alors âgée de neuf ans, est placée dans une maison aristocratique à Moscou pour y faire son éducation. Elle y poursuit ses études et décroche une médaille d'or dans un lycée pour filles. À seulement 17 ans, elle maîtrise déjà le russe, ainsi que le français, l'allemand et l'anglais.
En 1878, elle quitte la Russie et retourne dans sa ville natale. Grâce à ses connaissances approfondies, Ekaterina se tourne vers le métier d'enseignante, qu’elle exerce pendant 14 ans dans les villes de Roussé, Sofia et Plovdiv. Elle décrit plus tard les circonstances de ses débuts dans cette profession :

« Le gymnase de Roussé était occupé par une sorte d'entrepôt. Septembre arrivait, et aucune perspective de réouverture n'était en vue. J'ai alors annoncé à ma mère que j'allais retirer les draps du salon, installer deux ou trois tables, et inviter quelques enfants à venir suivre des cours chez nous. Finalement, dès la première semaine, ma classe était remplie d’enfants d’âges variés… ». »

Cette initiative marque le point de départ de son engagement dans l'éducation, où elle se distingue par son dévouement et sa créativité.
À Roussé, Ekaterina retrouve Petko Karavelov, un ancien camarade de Moscou, futur chef du Parti libéral et frère de l'écrivain Lyuben Karavelov. Bien qu’elle le considère simplement comme un ami, Petko est profondément attiré par elle et la propose en mariage à trois reprises, avant qu'elle ne cède. Ekaterina et Petko Karavelov se marient en 1880 et ont trois filles : Rada (1880-1883), Viola (1884-1934) et Laura (1886-1913).
En 1880, Petko Karavelov est nommé Premier ministre de Bulgarie, et le couple s'installe à Sofia. Grâce à ses compétences diplomatiques et son talent de traductrice, Ekaterina devient une collaboratrice essentielle de Karavelov dans l'exercice de ses fonctions. Son éducation en Russie et la position de son mari lui permettent d'intégrer rapidement l'élite politique du jeune État bulgare, où elle soutient activement ses activités politiques. Ekaterina assume alors les rôles de secrétaire et de traductrice pour son époux.
En 1881, dans un contexte de crise politique et de tensions internes dans le pays, le prince Alexandre Ier de Battenberg suspend la constitution. Les Karavelov déménagent donc à Plovdiv, où ils enseignent et commencent à publier le journal Indépendance, sur les pages duquel figurent les œuvres de leur ami proche, Pencho Slaveykov.
Aux élections de mai 1884, le Parti libéral remporte une victoire écrasante et Petko Karavelov devient pour la deuxième fois Premier ministre. Cette période est un grand succès pour lui, et Ekaterina reste à ses côtés en tant que main droite. Cependant, les temps changent, tout comme les préférences politiques. Lorsque Stefan Stambolov prend le pouvoir en 1887, après le renversement du prince Alexandre, Karavelov devient opposant. En mars 1891, le ministre des Finances, Hristo Belchev, est tué. À la suite de son assassinat, la police arrête les dirigeants de l'opposition, dont Petko Karavelov, accusé de complicité dans le meurtre de Belchev. Les hommes sont emprisonnés dans la Mosquée noire (aujourd'hui l'église des Saints Sedmochislenitsi) et, selon des rumeurs, les prisonniers politiques sont soumis à de sévères tortures. Face à ces allégations, Ekaterina Karavelova prend l’initiative de collecter les signatures des mères et des épouses des détenus. Ensemble, elles sollicitent l’intervention des diplomates étrangers présents dans le pays, exprimant leurs craintes pour la vie de leurs proches. Cet acte de courage est perçu par le gouvernement comme une trahison. Plusieurs femmes, dont Ekaterina, sont alors arrêtées et assignées à résidence, avec des gardes postés devant leurs maisons. Lors du procès, le procureur accuse Ekaterina de trahison pour son intervention auprès des diplomates étrangers en faveur des prisonniers. La peine prononcée est la mort par pendaison.
Ekaterina Karavelova échappe à la condamnation à mort, tandis que Petko Karavelov est libéré de prison en 1901. Après sa libération, il retrouve son poste de Premier ministre de Bulgarie. Cependant, en 1903, il meurt des suites d'une grave maladie, qui pourrait être un accident vasculaire cérébral (AVC) ou une autre affection liée à sa santé fragile.
De 1912 à 1918, Ekaterina travaille comme infirmière et s'occupe des blessés et des malades pendant les guerres balkaniques (1912-1913) et la Première Guerre mondiale (1914-1918).
Ekaterina Karavelova meurt le 1er avril 1947, à l'âge de 87 ans. à Sofia. Elle est enterrée derrière l'abside de l'autel de l'église Saint-Sedmochiselnitsi, à côté de son mari, l'homme d'État Petko Karavelov.
Elle est honorée par plusieurs distinctions, telles que l'ordre « Pour la Philanthropie », l'ordre « Pour le Mérite Civique » de 1er degré, l'ordre d'argent « Pour la Culture et l'Art » et deux médailles de la Croix-Rouge, en reconnaissance de son travail assidu,.

## Carrière littéraire
Ekaterina Karavelova mène également une carrière prolifique en tant qu'écrivaine, traductrice et journaliste. Elle collabore avec diverses publications, comme les revues Pleurez pour les gens libres, Constitution de Tarnovo, Patrie, Arc-en-ciel, Voix féminine, Le Monde des Femmes. Elle est l'auteure de nombreux feuilletons, pamphlets, poèmes et nouvelles, dont la plupart abordent des thèmes politiques. Elle a également joué un rôle majeur dans le domaine de la traduction, en réalisant de nombreuses versions d'œuvres classiques de la littérature russe, française, allemande et anglaise. Elle a traduit des auteurs prestigieux, tels que Tolstoï, Dostoïevski, Hugo, Maupassant, Flaubert et Dickens.

## Activisme
En tant qu'enseignante, Ekaterina Karavelova inspire et influence toute une génération de femmes qui sont passées par le premier lycée de filles de Sofia, comme Anna Karima et Ekaterina Zlatoustova.
En 1899, elle fonde l'organisation culturelle féminine Maika (en français : « Mère ») et en assume la présidence jusqu'en 1929. Elle croit fermement que l'indépendance et l'égalité des femmes passent par la possibilité d'avoir un revenu propre, et c'est pourquoi elle soutient activement l'éducation professionnelle des femmes. C'est dans cet esprit que l'association Maika organise des campagnes en faveur de l'ouverture d'écoles de formation professionnelle, dont la première en Bulgarie, l'école professionnelle pour filles « Maria Luisa ».
En 1901, Ekaterina cofonde l'Union des femmes bulgares avec Vela Blagoeva, Kina Konova, Anna Karima et Julia Malinova. Il s'agit de la première organisation féministe de Bulgarie, regroupant toutes les associations féministes locales créées depuis 1878. L'Union a été fondée en réponse aux restrictions concernant l'éducation des femmes et leur accès aux études universitaires dans les années 1890, dans le but de promouvoir leur développement intellectuel. Pour ce faire, elle organise des congrès et utilise la publication Zhenski comme moyen de communication. L'Union joue un rôle majeur dans les débats sur l'éducation des femmes et la reconnaissance du statut des enseignantes.
De 1915 à 1925, Ekaterina Karavelova est vice-présidente de l'Union des femmes bulgares, avant de devenir présidente de la branche bulgare de la Ligue internationale des femmes pour la paix et la liberté en 1925. L'objectif de cette organisation est de rassembler des femmes de diverses opinions politiques, philosophiques et religieuses, afin d'étudier les causes de la guerre et de promouvoir une paix durable. Elle se concentre sur des questions telles que la paix, l'élimination des discriminations, la protection des droits de l'homme et le désarmement à tous les niveaux. Ekaterina Karavelova représente la Bulgarie dans de nombreux forums internationaux, notamment à Washington et à Dublin. Lors du congrès de Dublin en 1926, elle déclare : « Notre idéal n'est pas la paix imposée par les gouvernements sans comprendre les véritables aspirations des peuples, mais celle d’une véritable démocratie ».
En 1932, elle cofonde l'Association bulgaro-roumaine, puis en 1935, l'Association des écrivains bulgares, dont elle prend la présidence.
Elle représente la Bulgarie en tant que déléguée lors de plusieurs conférences internationales. En 1935, elle s'oppose à la peine de mort, appliquée aux prisonniers politiques dans son pays, et en 1938, elle fait partie d'une commission qui lutte contre la fermeture des écoles bulgares en Roumanie.
Ekaterina Karavelova fait partie des premières et des plus éminentes personnalités bulgares qui ont osé ouvrir la voie à l'affirmation des femmes en tant que défenseures de l'esprit national. Jusqu'à la fin de sa vie, elle reste active dans la vie sociale et culturelle de son pays, défendant les droits de la femme bulgare.

## Participation au Comité pour la protection des Juifs
Son combat pour la défense des Juifs bulgares a été long et inlassable. Dotée d'une détermination sans faille, elle a toujours cru que chaque être humain avait droit à une vie libre. À l'âge de 83 ans, elle arpentait seule les rues de Sofia, cherchant à contribuer personnellement à l'arrêt de la déportation des Juifs bulgares. Cependant, il a fallu de nombreuses années avant que ce ne soient les Juifs bulgares vivant en Israël, et non les Bulgares, qui apportent la preuve, à travers des documents, que leur sauvetage leur était en grande partie dû grâce à Ekaterina Karavelova.
Ekaterina Karavelova a participé très activement à la création du Comité pour la protection des Juifs, avec l'écrivain Anton Strashimirov, ainsi que les professeurs Asen Zlatarov et Petko Stainov.
Le 23 janvier 1941 est promulguée la Loi sur la protection des nations. Elle régit les relations publiques concernant le statut des organisations secrètes, des personnes d'origine juive, de leurs biens, ainsi que des manifestations antinationales et suspectes durant la Seconde Guerre mondiale. En août 1942, un décret instaure des mesures plus strictes à l'encontre des Juifs, et le Commissariat aux Affaires juives (KEV) est créé sous la direction d'Alexandar Belev. Les Juifs bulgares sont alors obligés de porter l'étoile jaune, et leurs maisons et commerces sont marqués de panneaux distinctifs. Le 2 mars 1943, le gouvernement bulgare approuve secrètement la déportation de 20 000 Juifs vers l'étranger. Les Juifs de Sofia reçoivent des ordres d'expulsion, leur donnant trois jours pour quitter la capitale. Les dirigeants juifs entrent en contact avec le secrétaire du roi Boris III, et Ekaterina Karavelova, qui promet de parler au roi.
Sur les conseils du métropolite Stefan, le rabbin en chef, le Dr Hananel, accompagne plusieurs délégués chez Ekaterina Karavelova, où ils rédigent ensemble une pétition adressée au roi. Ekaterina y ajoute quelques mots : « Sinko, tu es père, ne fais de mal à personne ». La pétition est signée par tous, puis ils se rendent auprès de la princesse Eudokia, du vicaire papal, Monseigneur Giuseppe Mazzoli, ainsi que des prêtres catholiques proches de la reine Joanna, connue pour sa bienveillance envers les Juifs, afin de recueillir leur soutien.

## Vie privée
Elle est mariée à l'homme politique Petko Karavelov, leader du Parti libéral et quatre fois Premier ministre de Bulgarie. Ensemble, ils ont trois filles : Rada (1880-1883), Viola (1884-1934) et Laura (1886-1913).
Le destin de leurs enfants est marqué par des tragédies. Leur fille aînée, Rada, meurt à seulement trois ans d'une longue maladie. Viola, après avoir perdu son mari, sombre dans la dépression et décède en 1934. Quant à Laura, elle se suicide après une relation tumultueuse avec le poète Peyo Yavorov. Viola épousa le journaliste Joseph Herbst, qui disparaît après l'attentat de l’église Sainte-Nedelia, probablement tué après son arrestation. Elle perd la raison et passe le reste de sa vie à Karlukovo, où elle meurt en 1934. Laura, quant à elle, est contrainte par sa mère à épouser Ivan Drenkov, un homme politique du Parti démocratique. Ils ont deux enfants : Kiril, qui meurt peu après sa naissance, et Petko, qui est ensuite élevé par sa grand-mère. En 1912, Laura annule son mariage pour épouser le poète Peyo Yavorov, dont elle est secrètement amoureuse depuis des années. Leur mariage se termine tragiquement deux ans plus tard, lorsque Laura se suicide en se tirant une balle dans la poitrine. Peyo Yavorov, bouleversé, tente également de se donner la mort. Bien qu'il survit à cette première tentative, il se suicide quelques mois plus tard en répétant son geste fatal. Ekaterina, jusqu’à la fin de sa vie, reste convaincue que Yavorov a tué sa fille.

## Honneurs et distinctions
- Titulaire de l'ordre de la Philanthropie
- Ordre « pour le mérite civil » - 1er degré
- Titulaire de l'ordre « pour la culture et l'art » - argent
- Croix commémorative « Pour l'indépendance de la Bulgarie » 1908
- Médaille de la Croix-Rouge décernée à deux reprises

## Sources
1. 1 2 3 4  (bg) « Трагичната, но велика съдба на Екатерина Каравелова », sur mila.bg,‎ 6 avril 2024 (consulté le 10 décembre 2024)
2. 1 2 3 4 5 6 7 8 9 10  (bg) « Върховната жена Екатерина Каравелова – живот между трагедията и величието », sur Edna.bg,‎ 1er septembre 2024 (consulté le 10 décembre 2024)
3. 1 2 3 4 5 6 7 8  (bg) « Русчуклийката Екатерина Каравелова – живот между трагедията и възхода на човешкия дух », sur The Site - Актуални събития и културен живот в Русе (consulté le 10 décembre 2024)
4. 1 2 3 4 5 6 7 8 9  « Екатерина Каравелова | Български хелзинкски комитет », sur bghelsinki.org (consulté le 10 décembre 2024)
5. ↑  (en) « Екатерина Каравелова до смъртта си е убедена, че Яворов е убил дъщеря й », sur www.24chasa.bg (consulté le 10 décembre 2024)

- (en) Cet article est partiellement ou en totalité issu de l’article de Wikipédia en anglais intitulé « Ekaterina Karavelova » (voir la liste des auteurs).